# Municipio de Quebracho (Cerro Largo)
El municipio de Quebracho es un municipio del departamento de Cerro Largo, Uruguay, fundado el 30 de octubre de 2018. Su sede es la localidad homónima.

## Localización
El municipio se encuentra situado en la zona centro-oeste del departamento de Cerro Largo, que limita por un lado con el municipio de Tres Islas y por el otro con el municipio de Tupambaé.

## Historia
El entonces intendente de Cerro Largo Sergio Botana propuso la creación de este municipio junto con otros 5 más, propuesta apoyada por la bancada nacionalista del departamento, que presentó ante la legislatura departamental para su consideración. El municipio se creó el 30 de octubre de 2018 con la promulgación del Decreto de la Junta Departamental de Cerro Largo n° 29/2018 en esa fecha. Dicho decreto determinó además que el alcance territorial del municipio es el mismo correspondiente a la serie electoral GGB conforme la definición de la Junta Electoral de Cerro Largo.

## Autoridades
La autoridad del municipio es el Concejo Municipal, integrada por cinco miembros: un alcalde (que lo preside) y cuatro concejales.
| N° | Alcalde             | Partido             | Inicio del mandato      | Fin del mandato | Observaciones   |
| -- | ------------------- | ------------------- | ----------------------- | --------------- | --------------- |
| 1  | Hector Urbano Ortiz | Partido Nacional PN | 27 de noviembre de 2020 | En el cargo     | Alcalde electo. |